# 中村桂林
中村 桂林（なかむら けいりん、1832年（天保3年） - 1905年（明治38年）は、幕末の日本の医師、漢詩人。

## 来歴
常陸国大生郷（現・茨城県常総市）出身。増田源七の子として生まれる。
漢詩人大沼沈山の門人となる。1849年（嘉永2年）に、桂林増田存の名で格非秋葉誠らと漢詩集『飯沼詩鈔』を著した。
のち、縁あって下総国関宿城の大手門付近で開業する中村養碩｛ 美濃国大井の和田家の出で、生虫学を専門とした医師。1844年（天保15年）に官医を拝命し、1853年没 ｝の養子となり跡を継いだ。
永井荷風の著書『下谷叢話』の中では、荷風の親戚にあたる大沼枕山が、梅癡上人を訪ねる下りに、以下の記述がある。